# Paznokieć (botanika)

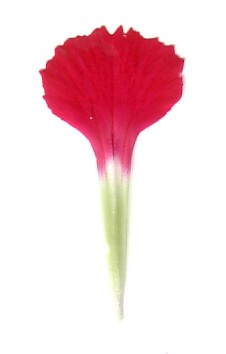
Paznokieć w dolnej części płatka korony goździka

Paznokieć – w botanice jest to dolna, zwężona część płatków  korony niektórych kwiatów (np. roślin z rodziny goździkowatych), wyróżniająca się od szerszej części górnej.